# Lithobates johni
Lithobates johni är en groddjursart som först beskrevs av Blair 1965.  Lithobates johni ingår i släktet Lithobates och familjen egentliga grodor. IUCN kategoriserar arten globalt som starkt hotad. Inga underarter finns listade i Catalogue of Life.